# Транстрёмер, Тумас
Тумас Йоста Тра́нстрёмер (швед. Tomas Gösta Tranströmer; 15 апреля 1931, Стокгольм — 26 марта 2015, там же) — крупнейший шведский поэт XX века, лауреат Нобелевской премии по литературе за 2011 год «за то, что его краткие, полупрозрачные образы дают нам обновлённый взгляд на реальность». Транстрёмер рассматривается наравне с Эмануэлем Сведенборгом, Августом Стриндбергом и Ингмаром Бергманом не только шведами, но и всей современной мировой культурой как один из тех, кто составляет так называемое лицо национального шведского мировосприятия во всеобщем мировом и интернациональном целом, то есть — выходящем за рамки узконационального.

## Биография
По основной профессии — врач-психолог; работал в этом качестве сначала в тюрьме для несовершеннолетних, позже — с лицами, получившими тяжкие (порой неизлечимые) увечья на рабочих местах.
Профессиональный пианист. После тяжёлого инсульта в начале 1990-х, из-за которого у него отнялась правая часть тела, речь и способность владеть пером, научился писать левой рукой и даже стал исполнять музыку для «левой руки» на фортепиано, зачастую написанную специально для него современными западными композиторами.
Транстрёмер — лауреат Нобелевской премии по литературе 2011 года, а также большинства основных премий, присуждаемых в скандинавских странах; в частности, самой престижной Поэтической Премии Издательства Альберта Бонниера (Albert Bonniers Förlag) за 1983 год. В 1981 году он получил и самую престижную европейскую поэтическую Премию Петрарки, присуждаемую в Германии.
Почти всю жизнь провёл в городе Вестерос. Последние годы прожил с женой Моникой в Стокгольме.

## Творчество

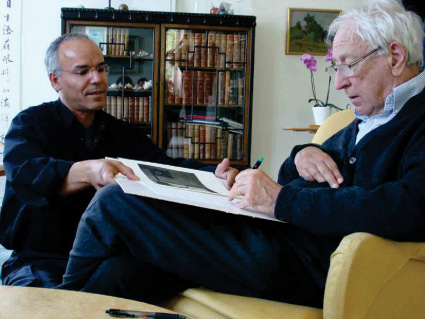
Транстрёмер (справа) с иракско-шведским художником Мозиром Ахмедом (2007)

Транстрёмер — автор 12 книг стихов и прозы (последнюю тоже можно отнести к разряду поэтической; в связи с ней, а также с жанром автобиографии, в котором эта проза написана, «Воспоминания видят меня» (Minnena ser mig), 1993 год, можно вспомнить, например, «Шум времени» Мандельштама). Стихи Транстрёмера удивительно сбалансированы по отношению к той необычайно густой метафорике, которая всегда как бы «хочет» нарушить этот баланс. (Здесь нужно отметить, что Транстрёмер, до своих собственных поэтических публикаций, стал известен как переводчик на шведский поэзии некоторых французских сюрреалистов; например, А. Бретона). Баланс этот достигается за счёт чёткой метрической структуры (подчёркнуто традиционной метрики) и «визуально» традиционной схемы стиха (катрены, дистихи, и т. д.). Именно этот баланс — между почти неуёмно-барочной, вечно динамичной метафорикой стиха и абсолютным контролем над его формой, стремящейся к точности, даже лаконичности — и создаёт ощущение, с одной стороны, постоянного напряжения, конфликта, а, с другой, уже как бы и достигнутого спокойствия, взвешенности, отстранённости, тишины, в которые и приходит «чудо» («чудо» — это именно то, что «должно быть», а не «может случиться» — очень важная концепция, или даже философская категория, в поэзии Транстрёмера). Транстрёмер также известен как автор экспериментальных хайку, довольно далеко отстоящих от канонических текстов в традиции жанра. Книга «Великая тайна», вышедшая в 2004 году, за исключением пяти текстов, представляет как раз образцы хайку Транстрёмера.
В 1994 году российский художник-нонконформист Игорь Вулох создаёт к стихотворениям Тумаса Транстрёмера уникальную графическую серию. Работы настолько удались, что были представлены на фестивале поэзии Транстрёмера на острове Готланд в Швеции. В 1997 и 2001 годах работы, посвящённые стихам Транстрёмера, были представлены на персональных выставках художника в России. Выставки были организованы совместно с поэтом Геннадием Айги и посольством Швеции в Москве и посвящены 70-летию Тумаса Транстрёмера. На вернисаж прилетел и сам поэт.
На русский язык Транстрёмера переводили несколько раз начиная с 1979 года. Том его избранных сочинений дважды издан в переводе Александры Афиногеновой и Алексея Прокопьева; кроме того, публиковались переводы Татьяны Бек, Анатолия Кудрявицкого и других. Особняком стоит переложение Ильи Кутика, в котором нерифмованные тексты Транстрёмера переданы рифмованным русским стихом: эта работа вызвала разноречивые мнения — в частности, по сообщению Евгения Витковского, этот подход Кутика поддержал Иосиф Бродский, тогда как по мнению Анатолия Кудрявицкого, рифмованные переводы превратили Транстрёмера «из угловатого мистика-экспериментатора в этакого гладенького толстожурнального псевдобродского».

## Книги
- 17 dikter (1954)
- Hemligheter på vägen (1958)
- Den halvfärdiga himlen (1962)
- Klanger och spår (1966)
- Mörkerseende (1970)
- Stigar (1973)
- Östersjöar (1974)
- Sanningbarriären (1978)
- Det vilda torget (1983)
- För levande och döda (1989)
- Minnena ser mig (1993)
- Den stora gåtan (2004)

## Переводы на русский
- Транстрёмер Томас. Стихи / Пер. с швед. Т. Бек, Е. Гулыги, В. Тихомирова — Современная шведская поэзия. М.: Прогресс, 1979, с. 237—246.
- Транстрёмер Тумас. Стихи / Пер. с швед. И. Кутика — Илья Кутик. Шведские поэты: Переводы и варианты. М., 1992, с. 54-60. ISBN 5-7664-0023-3
- Транстрёмер Тумас. Запрещенные крылья. 19 стихотворений / Пер. с швед. И. Кутика. Рис. И. Вулоха. Посл. Г. Айги. — Газета «Сегодня», # 85, 7 мая, 1994.
- Транстрёмер Тумас. Стихи / Пер. с швед. И. Кутика. Вступ. ст. Г. Айги. — Иностр. лит., 1995, N3, с. 168—175.
- Транстрёмер Тумас. Стихи / Пер. с швед. И. Кутика — Строфы Века-2: Антология мировой поэзии в русских переводах XX века / Сост. Евг. Витковский. М.: Полифакт, 1998, с. 1090—1091. ISBN 5-89356-005-1
- Транстрёмер Тумас. Гоголь. Сон Балакирева. Стихи./ Пер. с швед. И. Кутика
- Транстрёмер Тумас. Траурная гондола: Стихи / Пер. с швед. Ю. Гурмана. — М.: International Informatization Academy, 1997. — 36 с.
- Транстрёмер Тумас. Избранное: Стихотворения / Пер. с швед. А. Афиногеновой и А. Прокопьева. — М.: ОГИ, 2002. — На шведском языке с параллельным русским текстом.— 288 с.
- Тумас Транстрёмер. Поэты Швеции в переводах Игн. Ивановского. (на стр. 294—317) — текст парал. рус., шв. — СПб.: Тесса, 2003. — 416 с. ISBN 5-94086-016-8
- Транстрёмер Тумас. Стихи / Пер. с швед. А. Кудрявицкого. — М.: Дети Ра (журнал), № 4, 2008.
- Транстрёмер Тумас. Балтийские моря / Пер. с швед. А.Хайретдинова (в онлайн-библиотеке «Baltic Sea Library»)
- Транстрёмер Тумас. Стихи и проза / Пер. с швед. А. Афиногеновой и А. Прокопьева. — М.: ОГИ, 2012. — 328 с.